# Војно-технички завод у Крагујевцу
Војно-технчички завод у Крагујевцу је јединствени војно индустријски и архитектонски комплекс у Србији и Европи. Ова својеврсна амбијентална целина састоји се од фабричких зграда и радионица с краја 19. и почетка 20. века. Од 2011. године, када је на овом простору одржан први Арсенал фест, комплекс је познат и као Кнежев арсенал. Године 1979. Зграда ливнице са великим димњаком утврђена је за непокретно културно добро од великог значаја. Цео комплекс Војно-техничког завода је утврђен за непокретно културно добро као просторна културно-историјска целина од изузетног значаја, а  2016. категорисан је за споменик културе од изузетног значаја.

## Историјат
Тополивница, као највеће индустријско предузеће у Србији у 19. веку, настала је од некадашњег Старог Милошевог Арсенала и од тада је металска индустрија основ привредног развоја Крагујевца, а овај град постаје носилац индустријског прогреса Србије.
Војно-технички завод у Крагујевцу, настао је подизањем Тополивнице, одлуком Владе Кнежевине Србије 1850. године. Изградња је започета 1851. године, а завршена 1853. године, када су први топови и изливени. Залагањем кнеза Александра, уз сагласност цара Наполеона III, за првог управника је именован Шарл Лубри, надзорник приватне ливнице у Дуеу. Значајним деловањем Лубриа, основана је Прва занатлијска школа ради планске и систематске припреме кадрова неопходних новој војној фабрици, као и Радничка болесничка каса - претеча установа пензијског осигурања у Србији. Због ефикаснијег снабдевања, 1892. године, пуштена је у рад железничка линија. Тако је фабрика у Крагујевцу постала најзначајније место за производњу оружја, као и захваљујући чувеном инжењеру и професору Тодору Тоши Селесковићу, место где је направљена и пуштена у рад прва електрична централа у Србији.
После Првог светског рата, почела је пионирска производња и поправка аутомобила, која ће касније израсти у највећу фабрику на овим просторима.

## Грађевине
У оквиру просторне културно-историјске целине Војно-технички завод, налазе се следећи објекти: 
- Стара тополивница (сада музеј Стара ливница),
- Велики димњак,
- Стара чаурница,
- Машинска/механичка радионица,
- Управна зграда,
- Стан управника Завода,
- Српска краљевска војнозанатлијска школа (сада Друга техничка школа),
- Интернат војнозанатлијске школе (сада Политехничка школа),
- Артиљеријска радионица,
- Стара енергетика,
- Дечије обданиште,
- Стара амбуланта,
- Артиљеријска подофицирска школа,
- Официрски станови,
- Застава безбедност,
- Радионица муниције и пушкарнице,
- Каросерија,
- Пресерај,
- Производна хала Р.А.П.,
- Кајин магацин,
- Стара сенара,
- Коњушница,
- Чаурница,
- Ватрогасна кула,
- Зграда амбуланте,
- Управна зграда пиротехнике и низ других објеката.[3]

Историјски војно-технички комплекс је део Милошевог венца, веће целине која се простире на обе стране реке Лепенице.

## Архитектура
Индустријска архитектура, карактеристична за изградњу Кнежевог Арсенала, преузета је од Немачке и Француске. Карактеришу је црвена опека, дрвени доксати и степеништа, изломљени кровови под црепом и високи димњаци, који чине складну целину. Главна зграда је једноспратна, симетрична, са високим дводелним прозорима, кровним фризом и шупљикавим украсима од наизменично слагане цигле испод спратних прозора. Са обе стране улаза, налази се по једна топовска цев на бетонском постаменту. Сматра се да је инжењер Тодор Тоша Селесковић имао највише утицаја на изградњу овог војнотехничког комплекса.
Зграда Тополивнице је најстарије здање у оквиру комплекса Војнотехничког завода, подигнута 1882. године. Зграду је пројектовао Тодор Селесковић. Зграда је 1968. године, након измештања, постала музеј. Здање је симетрично, у основи правоугаоно, са равним чеоним фасадама и извученим централним ризалитом на источној, главној фасади. Фасаде су успешна композиција фуговане опеке, између дрвених греда и малтерних површина. Ентеријер је дефиснисан формом хале са вишим централним и два нижа бочна брода.
У непосредној близини се налази и димњак старе котларе, који је подземном везом физички повезан са зградом Ливнице. Грађен је опеком на високом соклу од грубље тесаног шестоугаоног камена, са кога се постепено уздиже сужавајући се ка врху. На каменој плочи сокла се налази урезани текст са годином градње оба објекта: Сазидано под Владом Краља Милана 188(2—9). год.

### Санације
Године 2023. извршена је санација Великог димњака, како би се спречило његово евентуално рушење. Димњак је висок 29 метара и због слабог темеља био је благо накривљен. Један од разлога је и конфигурација терена, јер се испод њега налазе тунели. Како би се осигурала дуготрајна заштита од рушења и безбедност за посетиоце било је неопходно да се санира темељ димњака постављањем шипова на већој дубини. Пошто је Кнежев арсенал проглашен за културно добро од великог значаја радови су обављени уз надзор Републичког завода за заштиту споменика културе. У плану је да се у наредним годинама санира цео простор Кнежевог арсенала, а реконструкција димњака је само почетак.

## Занимљивости
У комплексу Војнотехничког завода, у објекту Чаурнице, 1884. године засијала је прва електрична сијалица у Србији. Исте године је у Тополивници прорадила и прва електрична машина.
Последњих година Кнежев арсенал је посебно интересантан филмској и музичкој индустрији. На овој локацији су снимани бројни музички спотови, али и домаћи и инострани филмови и серије, попут филма италијанско – ирске копродукције, који приказује изградњу брода „Титаник“.